# دانیل آویلا
دانیل آویلا (انگلیسی: Daniel Ávila؛ زادهٔ ۲۸ دسامبر ۱۹۸۴) یک هنرپیشه اهل برزیل است.